# Aenictacantha longisetosa
Aenictacantha longisetosa är en tvåvingeart som beskrevs av Ronald Henry Lambert Disney 1998. Aenictacantha longisetosa ingår i släktet Aenictacantha och familjen puckelflugor. Inga underarter finns listade i Catalogue of Life.